# James Barr (Historiker)
James Barr (* 19. Februar 1976) ist ein britischer Historiker und Autor.
Alexander James Barr studierte Moderne Geschichte am Lincoln College in Oxford. Danach arbeitete er politisch in Westminster und schrieb für den Daily Telegraph. Für sein zweites Buch A Line in the Sand forschte Barr am St Antony’s College in Oxford. Dieses Buch wurde 2014 in die „Reading List for Peace and Security“ des „International Peace Institute New York“ aufgenommen.
Zurzeit arbeitet er am King’s College London.

## Schriften
- Lords of the Desert: The Battle Between the United States and Great Britain for Supremacy in the Modern Middle East. Basic, New York 2018, ISBN 978-0-465-05063-5.
- A Line in the Sand: the Anglo-French struggle for the Middle East, 1914–1948. New York 2011, ISBN 978-0-393-07065-1.
- Setting the Desert on Fire: T. E. Lawrence and Britain’s secret war in Arabia, 1916–18. London 2006, ISBN 0-7475-7986-5.
- The Bow Group: a history. Politico’s, London 2001, ISBN 1-84275-001-1.